# Segunda Categoría del Guayas 2004
El Campeonato Provincial de Segunda Categoría de Guayas 2004 es un torneo de fútbol en Ecuador en el cual compiten equipos de la provincia de Guayas. El torneo es organizado por la Asociación de Fútbol del Guayas (AsoGuayas) y es avalado por la Federación Ecuatoriana de Fútbol. El torneo inició el 15 de abril de 2004. 
Participan 21 clubes de fútbol que disputarán la clasificación al torneo nacional de segunda categoría, que a su vez les dará la oportunidad de ascender a la Serie B para el siguiente año. El torneo consta de dos etapas regulares más una liguilla final.

## Equipos participantes
Participan la mayoría de los clubes de fútbol que estén afiliados a la Asociación de Fútbol del Guayas. En total participan un total de 15 equipos en la primera etapa, de los cuales 6 llegarán a la segunda etapa.
| Equipos participantes | Equipos participantes  | Equipos participantes |
| --------------------- | ---------------------- | --------------------- |
| Atlético Daule        | Atlético Playas        | A.D. Naval            |
| Calvi                 | Carlos Borbor          | Don Café              |
| ESPOL                 | Estudiantes del Guayas | Everest               |
| Fedeguayas            | L.D. Estudiantil       | Liga de Guayaquil     |
| Liceo Cristiano       | Milagro S.C.           | Montenegro F.C.       |
| Norte América         | 9 de Octubre           | Paladín "S"           |
| Panamá                | Rocafuerte F.C.        | Salesianos            |

## Resultados
Los horarios corresponden a la hora de Ecuador (UTC-5)

### Primera fase

#### Grupo A
| Equipo           | Pts | PJ | PG | PE | PP | GF | GC | Dif |
| ---------------- | --- | -- | -- | -- | -- | -- | -- | --- |
| Panamá           | 32  | 12 | 10 | 2  | 0  | 46 | 4  | 42  |
| Atlético Daule   | 24  | 11 | 7  | 3  | 1  | 25 | 8  | 17  |
| A.D. Naval       | 20  | 12 | 6  | 2  | 4  | 25 | 17 | 8   |
| L.D. Estudiantil | 18  | 11 | 5  | 3  | 3  | 30 | 22 | 8   |
| Fedeguayas       | 14  | 12 | 3  | 5  | 4  | 17 | 23 | -6  |
| Salesianos       | 6   | 12 | 2  | 0  | 10 | 15 | 33 | -18 |
| Norte América    | 1   | 12 | 0  | 1  | 11 | 4  | 55 | -51 |

#### Grupo B
| Equipo            | Pts | PJ | PG | PE | PP | GF | GC | Dif |
| ----------------- | --- | -- | -- | -- | -- | -- | -- | --- |
| Milagro S.C.      | 29  | 12 | 9  | 2  | 1  | 36 | 8  | 28  |
| ESPOL             | 24  | 11 | 7  | 3  | 1  | 24 | 9  | 15  |
| Liga de Guayaquil | 21  | 12 | 6  | 3  | 3  | 21 | 12 | 9   |
| Montenegro F.C.   | 12  | 11 | 3  | 3  | 5  | 17 | 19 | -2  |
| 9 de Octubre      | 10  | 11 | 3  | 1  | 7  | 18 | 20 | -2  |
| Don Café          | 10  | 11 | 2  | 4  | 5  | 19 | 31 | -12 |
| Calvi             | 5   | 12 | 1  | 2  | 9  | 8  | 44 | -36 |

#### Grupo C
| Equipo                 | Pts | PJ | PG | PE | PP | GF | GC | Dif |
| ---------------------- | --- | -- | -- | -- | -- | -- | -- | --- |
| Rocafuerte F.C.        | 32  | 12 | 10 | 2  | 0  | 41 | 5  | 36  |
| Liceo Cristiano        | 29  | 12 | 9  | 2  | 1  | 38 | 12 | 26  |
| Paladín "S"            | 18  | 12 | 5  | 3  | 4  | 33 | 23 | 10  |
| Atlético Playas        | 16  | 12 | 5  | 1  | 6  | 21 | 25 | -4  |
| Carlos Borbor          | 14  | 12 | 4  | 2  | 6  | 18 | 40 | -24 |
| Estudiantes del Guayas | 7   | 12 | 2  | 1  | 9  | 18 | 40 | -22 |
| Everest                | 4   | 12 | 1  | 1  | 10 | 20 | 42 | -22 |

### Segunda fase

#### Liguilla
| Equipo          | Pts | PJ | PG | PE | PP | GF | GC | Dif |
| --------------- | --- | -- | -- | -- | -- | -- | -- | --- |
| Panamá          | 24  | 10 | 7  | 3  | 0  | 20 | 8  | 12  |
| Atlético Daule  | 19  | 10 | 6  | 1  | 3  | 14 | 9  | 5   |
| Milagro S.C.    | 15  | 10 | 4  | 3  | 3  | 12 | 11 | 1   |
| Rocafuerte F.C. | 12  | 10 | 3  | 3  | 4  | 15 | 14 | 1   |
| ESPOL           | 12  | 10 | 4  | 0  | 6  | 12 | 13 | -1  |
| Liceo Cristiano | 2   | 10 | 0  | 2  | 8  | 8  | 26 | -18 |